# ورد (ورخنیکا)
ورد (اسلوونیایی: Verd) یک زیستگاه انسانی در اسلوونی است که در Vrhnika Municipality واقع شده‌است.

## خصوصیات
ورد ۸٫۵۶ کیلومترمربع مساحت و ۱٬۸۳۴ نفر جمعیت دارد و ۲۹۴٫۹ متر بالاتر از سطح دریا واقع شده‌است.